# Cantonul Gimont
Cantonul Gimont este un canton din arondismentul Auch, departamentul Gers, regiunea Midi-Pyrénées, Franța.

## Comune
- Ansan
- Aubiet
- Blanquefort
- Escornebœuf
- Gimont (reședință)
- L'Isle-Arné
- Juilles
- Lussan
- Marsan
- Maurens
- Montiron
- Sainte-Marie
- Saint-Sauvy
- Saint-Caprais